# Eggby socken
Eggby socken i Västergötland ingick i Valle härad och är sedan 1971 en del av Skara kommun, från 2016 inom Eggby-Istrums distrikt. Eggby socken ligger nordost om orten Skara och väster om berget Billingen.
Socknens areal är 16,69 kvadratkilometer land. År 1990 fanns här 446 invånare. Den tidigare kungsgården Höjentorp samt tätorten Eggby med Eggby kyrka ligger i socknen.

## Administrativ historik
Socknen har medeltida ursprung. 
Vid kommunreformen 1862 övergick socknens ansvar för de kyrkliga frågorna till Eggby församling och för de borgerliga frågorna bildades Eggby landskommun. Landskommunen uppgick 1952 i Valle landskommun som 1971 uppgick i Skara kommun. Församlingen uppgick 1992 i Eggby-Istrums församling som 2006 uppgick i Eggby-Öglunda församling som 2018 uppgick i Valle församling..
1 januari 2016 inrättades distriktet Eggby-Istrum, med samma omfattning som Eggby-Istrums församling hade 1999/2000 och fick 1992, och vari detta sockenområde ingår.
Socknen har tillhört län, fögderier, tingslag och domsagor enligt vad som beskrivs i artikeln Valle härad. De indelta soldaterna tillhörde Skaraborgs regemente, Höjentorps kompani och Västgöta regemente, Vadsbo kompani.

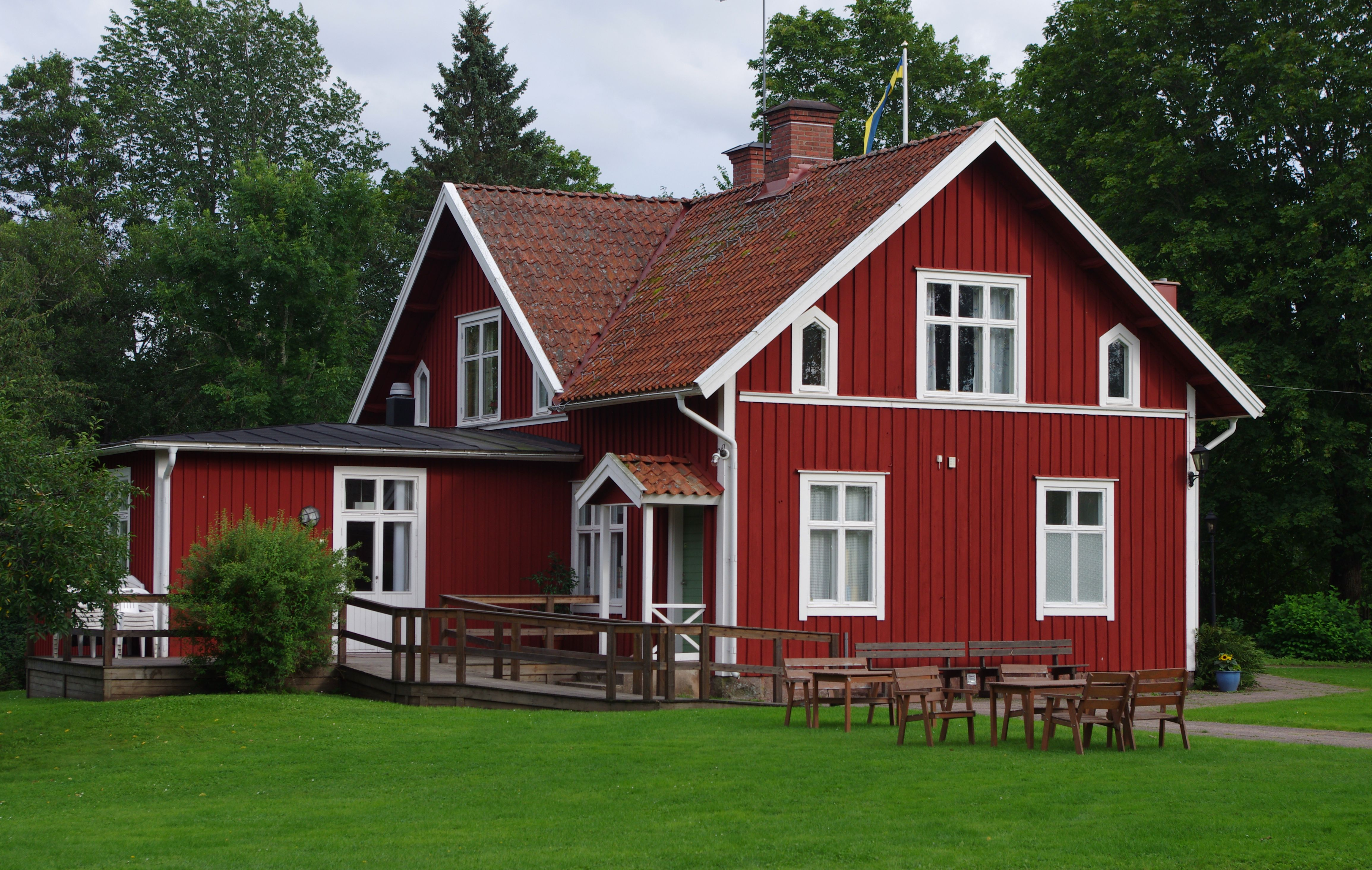
Församlingshemmet vid Eggby kyrka.

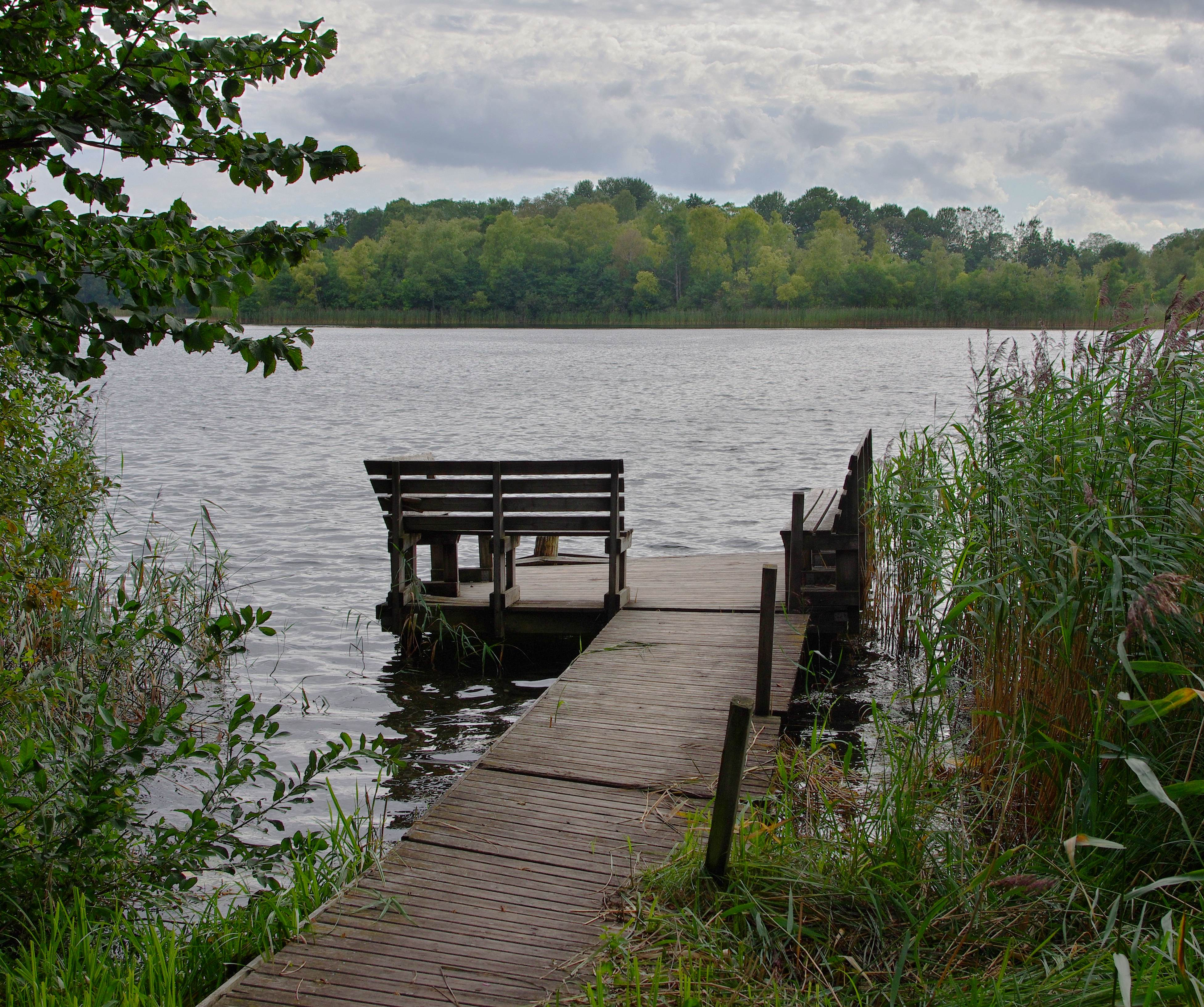
Eggbysjön

## Geografi, fornlämningar och namn
Eggby socken ligger nordost om Skara och väster om Billingen kring sjön Skärvalången och Eggbysjön med sjön Ämten i norr. Socknen är ett kuperat sjörikt backlandskap.
En hällkista från stenåldern är funnen. Från bronsåldern finns gravrösen. Från järnåldern finns ett gravfält och stensättningar och resta stenar. En runsten står på kyrkogården.
Namnet skrevs 1436 Eekby och kommer från kyrkbyn. Efterleden är by, ”gård; by”. Förleden är trädslaget ek.